# Topobea rhodantha
Topobea rhodantha är en tvåhjärtbladig växtart som beskrevs av Antonio Lorenzo Uribe Uribe. Topobea rhodantha ingår i släktet Topobea och familjen Melastomataceae. Inga underarter finns listade i Catalogue of Life.